# Knoglemarv
Der er knoglemarv inde i alle større knogler. Det er en blød substans, der i barndommen stort set overalt er sæde for bloddannelsen. Her findes blodets stamceller og blodlegemer i alle grader af modning.
Med stigende alder falder behovet for bloddannende (rød) knoglemarv og erstattes efterhånden for en stor del med et blødt fedtvæv (gul knoglemarv).